# Музей-заповедник А. В. Суворова
Музей-усадьба А. В. Суворова (с 25.10.1942 по 1960 — Дом-музей А. В. Суворова; с 1960 по 1976 — Музей-заповедник А. В. Суворова) в селе Кончанское-Суворовское — музей-усадьба, посвящённая быту, хозяйственной деятельности и взаимоотношениям с крестьянами великого русского полководца Александра Васильевича Суворова.

## О музее
Открыт 25 октября 1942 года в доме Суворова. Первая экспозиция музея, созданная В. Н. Груслановым и первым директором музея Тамарой Федосьевной Поповой, действовала до 1958 года. В 1960 году по распоряжению Совета Министров РСФСР дом-музей А. В. Суворова был преобразован в музей-заповедник.
В настоящее время действуют зимний дом Суворова, домик-светёлка, небольшой парк, диорама «Альпийский поход Суворова» (развёрнута в 1975 году в здании церкви), Суворовский колодец, реконструированы хозяйственные постройки (баня и кухня), закончена реконструкция деревянной церкви.
А. В. Суворову принадлежало более 15 окрестных деревень и несколько тысяч крепостных крестьян. Несмотря на это, полководец имел относительно скромный быт. При его жизни усадьба состояла только из деревянных построек, которые были утрачены из-за ветхости и пожаров и реконструированы в советскую эпоху.
Полководец был здесь трижды. Первый раз он приехал сюда в 1784 году, чтобы познакомиться с имением, доставшимся ему по наследству от отца; второй раз — весной 1786 года и, наконец, жил здесь во время ссылки с 5 мая 1797 года по 7 февраля 1799 года, до отправки в Итальянский поход.
Наиболее точно воссоздан внешний вид дома Суворова и домика-светёлки. Внутренние интерьеры утрачены и оригиналу не соответствуют, однако имеются предметы, по преданию принадлежавшие Суворову, а также интересная живопись.
Домик-светёлка и колодец находятся на удалении от основных построек, на горе Дубиха. Живописные виды, открывающиеся с этой горы, едва ли оставят посетителя равнодушным. Эти места являются уникальным сочетанием легендарной русской старины с удивительной природой восточных отрогов Валдайской возвышенности.
В музее продаются открытки и проспекты, отпечатанные ещё в советское время. Посетителей обычно мало. Состояние дороги от Боровичей удовлетворительное, имеются указатели.
Музей входит в состав Новгородского государственного объединённого музея-заповедника.

### Описание

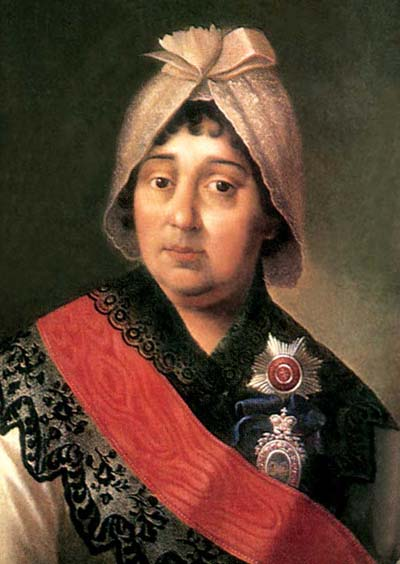
Портрет В. И. Суворовой, урождённой княжны Прозоровской. Неизвестный художник, конец XVIII в.

Музей-заповедник А. В. Суворова находится в 35 км от г. Боровичи и 250 км от г. Новгорода. Это единственный музей А. В. Суворова, рассказывающий о его бытовой жизни, хозяйственной деятельности и взаимоотношениях с крестьянами. Музей-заповедник включает следующие объекты: зимний и летний дома А. В. Суворова, здание бывшей церкви, построенное в 1901 году и используемое под экспозицию материалов, рассказывающих об Итало-Швейцарском походе, включающую картину-диораму «Альпийский поход А. В. Суворова». Усадьба включает в себя парк площадью 4 га с прудом, парковой беседкой, аллеями и дубами суворовских времен. В окрестностях находятся гора Дубиха, колодец, 4 дуба, посаженные полководцем в 1798 г., Суворовский колодец и в 4 км от усадьбы церковь конца XVIII века в селе Сопины, построенная на средства полководца и по его приказу. Восстановлены усадебные хозяйственные постройки: баня, каретный сарай, амбар, погреб, кухня. Начаты работы по восстановлению главного барского дома, сгоревшего в 1947 г., и домовой суворовской церкви в честь святого Александра Невского.

### Памятные даты и ежегодные мероприятия

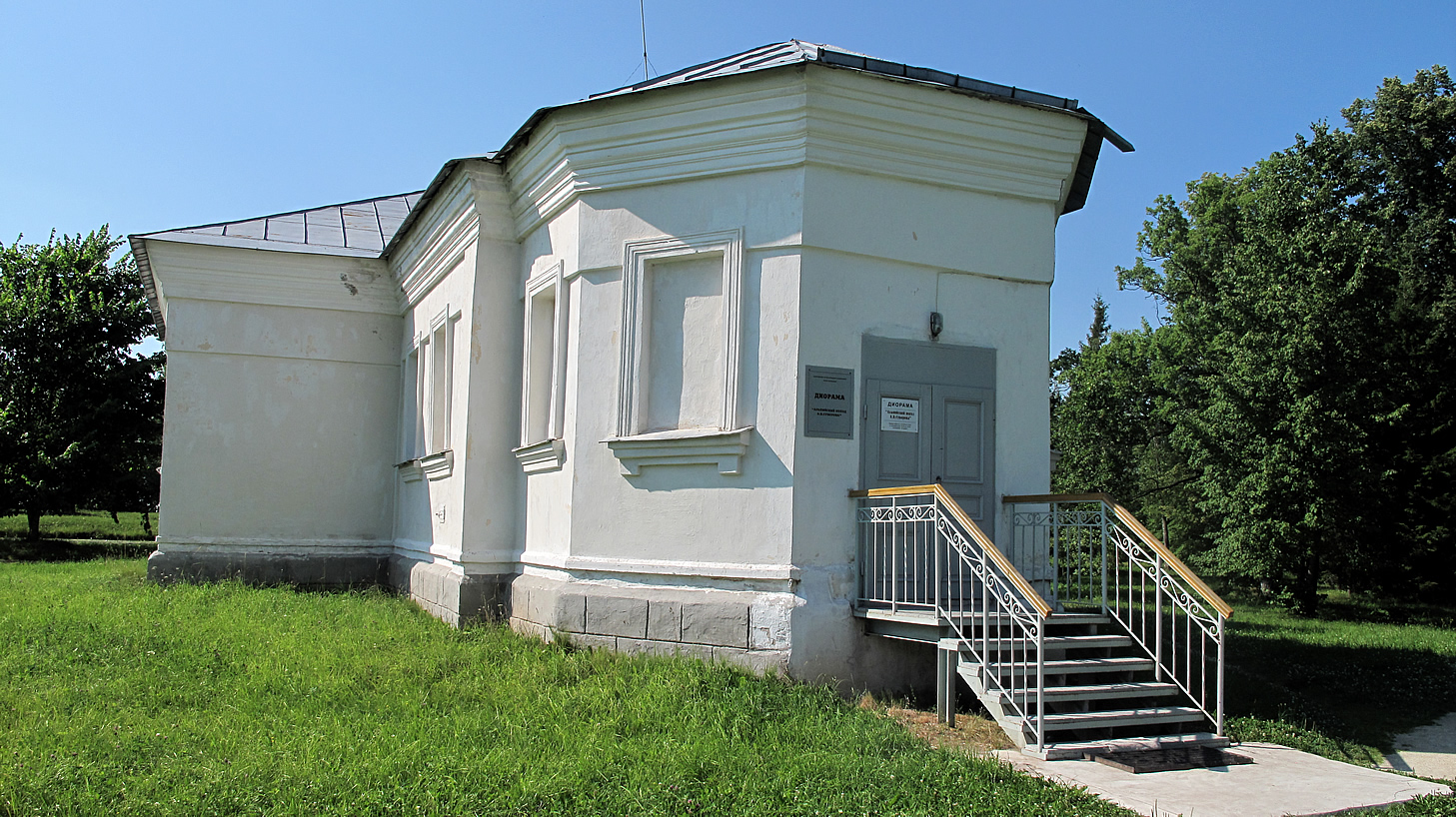
Диорама «Альпийский поход А. В. Суворова»

- 18 мая — Международный день музеев
- 18 мая — День памяти А. В. Суворова
- 25 октября — день открытия музея (25.10.1942)
- 24 ноября — день рождения А. В. Суворова
- 28 ноября — день села Кончанское

## Вехи истории
- 1939, 18 апреля — депутат Верховного Совета СССР Е. П. Корчагина-Александровская выступила в газете «Правда» с поддержкой инициативы кончанских жителей — открыть памятник А. В. Суворову и мемориальный музей его имени.
- 1938—1941 — подготовительная работа под руководством В. Н. Грусланова, сотрудника Артиллерийского музея, по сбору материалов и организации музея.
- 1940, 22 декабря — открытие памятника А. В. Суворову.
- 1942, 25 октября — открытие дома-музея А. В. Суворова в Кончанском.
- 1950, 18 мая — торжества в день 150-летия со дня смерти А. В. Суворова, посвящённые памяти полководца.
- 1958—1959 — реставрация дома-музея А. В. Суворова.
- 1960, 7 апреля — дом-музей А. В. Суворова преобразован в музей-заповедник.
- 1965, 25 октября — летний дом-светёлка восстановлен воинами-строителями Советской Армии.
- 1968—1975 — реставрация здания бывшей каменной церкви в Кончанском.
- 1975, 18 мая — открытие диорамы «Альпийский поход А. В. Суворова».
- 1976, 10 апреля — музей-заповедник А. В. Суворова — филиал Новгородского государственного объединённого музея-заповедника.

## Адрес музея
174435, Новгородская область, Боровичский район, с. Кончанское-Суворовское, музей А. В. Суворова